# Кирна
Кирна (рум. Cârna) — комуна у повіті Долж в Румунії. До складу комуни входить єдине село Кирна.
Комуна розташована на відстані 208 км на захід від Бухареста, 52 км на південь від Крайови.

## Населення
У 2009 року у комуні проживали 1563 особи.

## Зовнішні посилання
- Дані про комуну Кирна на сайті Ghidul Primăriilor [Архівовано 20 Жовтня 2010 у Wayback Machine.]